# NGC 7199
NGC 7199 (również PGC 68124) – galaktyka spiralna z poprzeczką (SBa), znajdująca się w gwiazdozbiorze Indianina. Odkrył ją John Herschel 22 czerwca 1835 roku.